# 150 Nord 5.1201 à 5.1230
Les Decapod 5.1201 à 5.1230 sont des locomotives à vapeur à tender séparé de la Compagnie des chemins de fer du Nord. Affectées aux trains de marchandises, elles deviennent, au 1er janvier 1938, les 2-150 B 1 à 30 SNCF.
À partir de 1940, la SNCF fera construire une nouvelle série de 115 locomotives, les 150 P, directement issues des 150 B.

## Genèse
L'histoire de ces machines commencent en 1932. Pour faire face à l'augmentation du trafic, la Compagnie du Nord conçoit dans ses bureaux d’étude, dirigé par l'ingénieur Marc de Caso, une nouvelle série de locomotives Decapod : les 5.1200, futures 2-150 B à la SNCF. Ces locomotives étaient plus puissantes que les 150 Nord 5.001 à 5.022 et 5.031 à 5.120, construites entre 1912 et 1929.
Dans un souci de normalisation et dans le but de réduire les coûts d'exploitation et d'entretien, les Decapod 5.1200 s'inspirent de la troisième série des Super Pacific 3.1200 et des Mikado-tender de banlieue 4.1200. En effet, une partie des pièces sont communes et de ce fait les échanges de pièces sont possibles entre les 3 séries de machines.

## Construction
La série est construite entre 1933 et 1935 par les Ateliers de la Compagnie (La Chapelle et Hellemmes).
| Nord N°         | SNCF N°        | Quantité | Constructeurs | Année     | Commentaire |
| --------------- | -------------- | -------- | ------------- | --------- | ----------- |
| 5.1201 à 5.1208 | 2-150 B 1 à 8  | 8        | La Chapelle   | 1933      | prototypes  |
| 5.1209 à 5.1230 | 2-150 B 9 à 30 | 22       | Hellemmes     | 1933 à 35 |             |

## Service
Après la Seconde Guerre mondiale, les 150 B sont utilisées, aux côtés des 150 P, pour la traction de trains de charbon et de minerai dans le but d'alimenter les usines de la reconstruction.

## Description

### Machine
Les 150 B sont dotées d'une chaudière identique aux Super Pacific 3.1200 et leur foyer est en cuivre rivé. L'essieu avant est monobloc.
À l'origine la chauffe se faisait manuellement mais la consommation de charbon est telle que dès 1934, 10 machines de la série furent équipées de la chauffe mécanique (stoker). À la suite des bons résultats de cette amélioration, le reste de la série est ainsi transformé.

### Tenders
Les 150 B étaient accouplées à des tenders 38 A au début de leur carrière. Certaines avaient des 37 A. Plus tard, certaines furent accouplées à des 36 A.

### Livrée
Les Decapod sortent d'usine en livrée marron chocolat à filets jaunes et traverses rouges avec filet blanc pour celle de tête. Ces couleurs, mythiques de la Compagnie des chemins de fer du Nord, furent appliquées à l'ensemble des locomotives compound du réseau. Elles feraient référence aux vêtements de la domesticité des Rothschild.
Après la nationalisation de 1938, la livrée appliquée progressivement est le classique vert extérieur 306 et noir avec des filets jaunes. Les locomotives ne reçurent pas de plaque mais des marquages peints, habituels à la région Nord SNCF.

## Modélisme
Les 150 B ont été reproduites à l'échelle O par la firme suisse de haut de gamme Lemaco.